# Lemma di Gauss (teoria dei numeri)
In teoria dei numeri, il lemma di Gauss, che ha preso il nome da Carl Friedrich Gauss, è un teorema utilizzato in alcune dimostrazioni della reciprocità quadratica.
Per ogni primo dispari {\displaystyle p}, sia {\displaystyle a} un intero coprimo con {\displaystyle p}. Si considerino gli interi:
{\displaystyle a,2a,3a,\ldots ,{\frac {p-1}{2}}a}
e i loro residui modulo {\displaystyle p} ridotti nell'intervallo {\displaystyle \left[-{\frac {p}{2}},{\frac {p}{2}}\right]}. Sia {\displaystyle s} il numero di questi residui che sono negativi. Allora:
{\displaystyle \left({\frac {a}{p}}\right)=(-1)^{s},}
dove {\displaystyle \left({\frac {a}{p}}\right)} è il simbolo di Legendre. Da un punto di vista piuttosto sofisticato, ciò rappresenta un caso di trasferimento.

## Dimostrazione
Per il criterio di Eulero si sa che
{\displaystyle \left({\frac {a}{p}}\right)=a^{\frac {p-1}{2}}{\pmod {p}}}
moltiplicando entrambi i membri per il fattoriale di {\displaystyle {\frac {p-1}{2}}}
{\displaystyle \left({\frac {a}{p}}\right)\left({\frac {p-1}{2}}\right)!=\prod _{n=1}^{\frac {p-1}{2}}an{\pmod {p}}}
consideriamo adesso i residui di {\displaystyle an} ridotti nell'intervallo {\displaystyle \left[-{\frac {p}{2}},{\frac {p}{2}}\right]}. Allora:
- non ci sono due residui uguali; infatti se

{\displaystyle ak_{1}=ak_{2}{\pmod {p}}}
allora {\displaystyle p|k_{1}-k_{2}}, ed essendo {\displaystyle k_{1},k_{2}<p}, ciò e possibile solo se {\displaystyle k_{1}=k_{2}}
- non ci sono due residui opposti; infatti se

{\displaystyle ak_{1}=-ak_{2}{\pmod {p}}}
allora {\displaystyle p|k_{1}+k_{2}} ma essendo {\displaystyle k_{1},k_{2}<{\frac {p}{2}}} ciò è impossibile.
Di conseguenza i valori assoluti dei residui {\displaystyle an} sono tutti diversi e nell'intervallo {\displaystyle \left[1,{\frac {p-1}{2}}\right]}, dunque per il prodotto di detti residui vale
{\displaystyle \prod _{n=1}^{\frac {p-1}{2}}an=\left({\frac {p-1}{2}}\right)!\left(-1\right)^{s}{\pmod {p}}}
dove {\displaystyle s} è il numero dei residui negativi, quindi
{\displaystyle \left({\frac {a}{p}}\right)\left({\frac {p-1}{2}}\right)!=\left({\frac {p-1}{2}}\right)!\left(-1\right)^{s}{\pmod {p}}}
e semplificando per il fattoriale di {\displaystyle {\frac {p-1}{2}}} si ottiene la tesi:
{\displaystyle \left({\frac {a}{p}}\right)=\left(-1\right)^{s}}